# Cal Cafeter (Corbera de Llobregat)
Cal Cafeter és una obra de Corbera de Llobregat (Baix Llobregat) inclosa a l'Inventari del Patrimoni Arquitectònic de Catalunya.

## Descripció
Casa de poble antiga de Corbera de Dant amb l'eixida al costat Est. La construcció deuria datar del segle xvii, i fou reformada l'any 1884, segons es pot veure en la data del rellotge de sol que hi ha al cantó dret de la façana.
Portal d'arc escarser amb dovelles de pedra.

## Història
Com altres cases, té un motiu relatiu a l'ofici de l'usuari.
Fins fa pocs anys hi havia un bar als baixos de la casa.